# Bröder Glöder
Bröder Glöder är en musikgrupp från Landskrona, bildad 2001. Gruppen spelar skånsk reggae med samhällskritiska texter. De tydliga inspirationskällorna är Peps Persson och Dag Vag, bland många andra.
Bandet kommer från Landskrona, som tidigare varit hemvist åt andra reggaeakter såsom The Skalatones och Svenska Akademien, och presenterar en tredje egen stil, skånsk reggae. Dessutom har medlemmarna ett förflutet i nämnda The Skalatones samt Pugins som var grunden till just Svenska Akademien￼ och Reggaelators. 
Fotografen Thomas H Johnsson fotograferade och formgav deras debut-CD. Thomas har även arbetat med både Svenska Akademien och The Skalatones.

## Bandmedlemmar
- Jonas Olsson – trummor, sång
- Martin Zander – basgitarr
- Sebbe Aggestam – sologitarr, sång
- Björn Engqvist – kompgitarr, sång
- Mattias Ågren – keyboard,

sång,  percussion,  melodica,  ambient
- Anja Sörensen – flöjt, melodika

## Diskografi
- 2003 – Bröder Glöder (EP)
- 2005 – Det du förtjänar
- 2017 – Ett varmare land (EP)